# Beckenried
Beckenried este un oraș în Elveția.